# Zelzate
Zelzate belga város a Flandria régióban, Kelet-Flandria tartományban. A város lakossága több mint 12 000 fő, a város teljes területe 13,71 km², népsűrűsége 893 fő/km².
A város területét a Gent-Terneuzen-csatorna szeli ketté. A város két részét Belgium legnagyobb felvonóhídja, illetve az E34 (Antwerp-Knokke) autópályának a csatorna alatt kiépített alagútja köti össze.

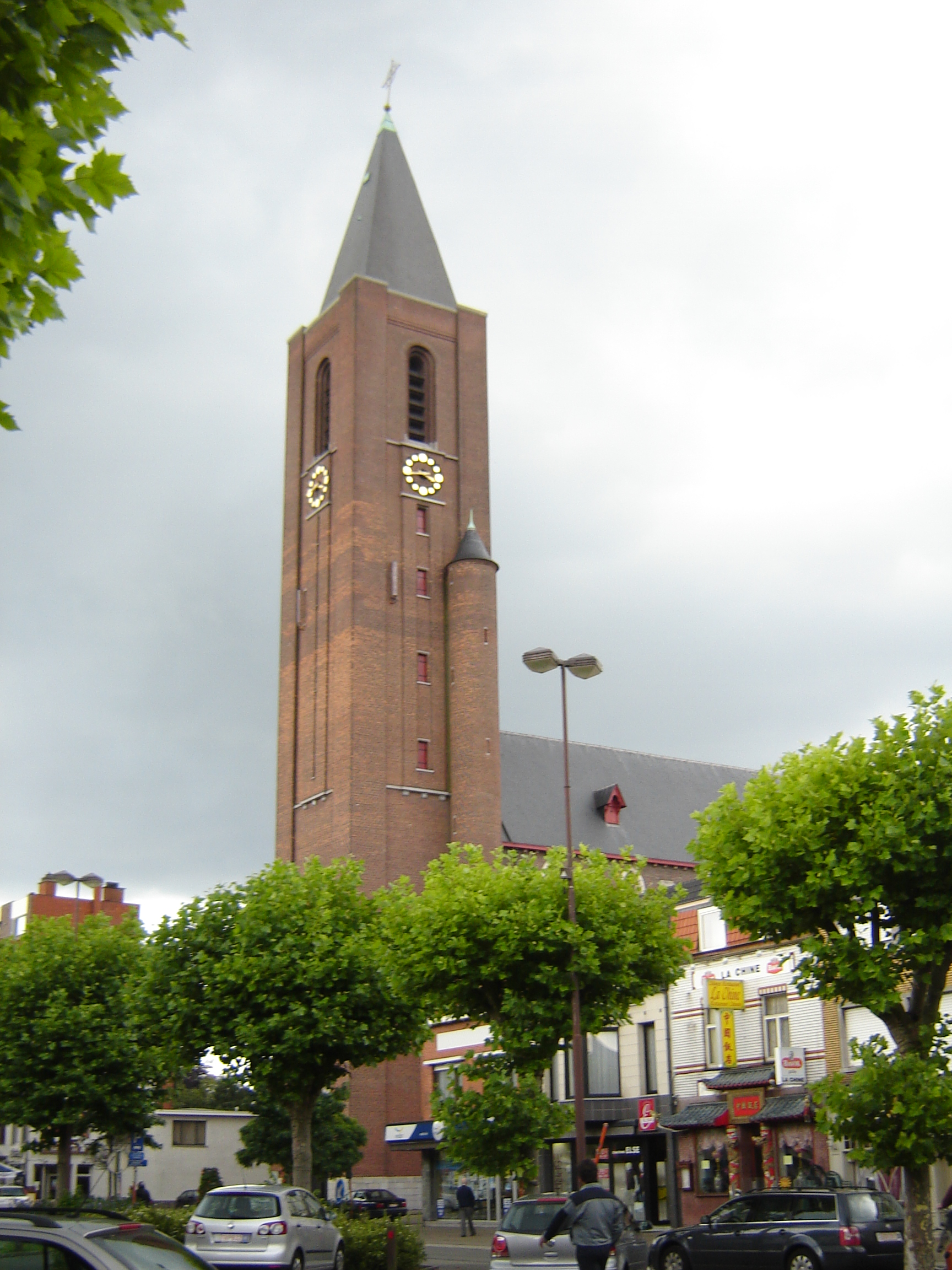
A Szent Lőrinc-templom

A városban és környékén jelentős ipari üzemek találhatók, amelyek elsősorban a genti kikötő közelsége miatt települtek meg itt. A város egyik legnagyobb munkaadója a Sidmar acélművek. A város belterületén már a 19. századtól kezdve működött egy vegyi üzem.
Mindkét üzemet rengeteg támadás érte a környezetszennyező tevékenység miatt, és elsősorban a Sidmar művek (az európai és belga törvényhozók nyomására) rengeteget fektetett a károsanyag-kibocsátás csökkentésébe. Ennek eredményeként ma a Sidmar az egyik legbiztonságosabb belga üzem, számos kitüntetést nyert.

## Látnivalók
A város központja, a Szent Lőrinc-templommal, a csatornától keletre található. A nyugati résznek saját plébániatemploma van, amelyet Páduai Szent Antalnak ajánlottak.

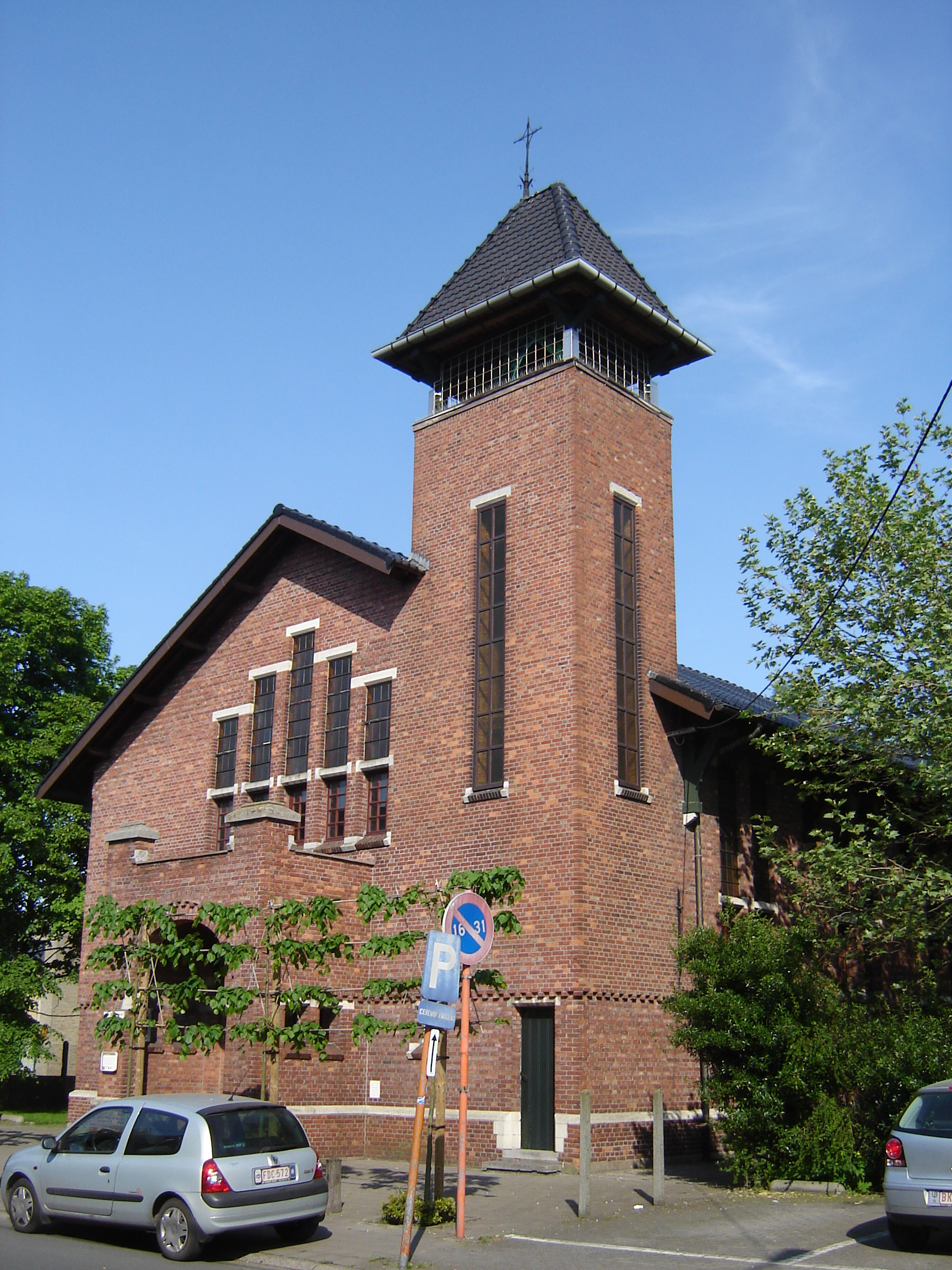
A Páduai Szent Antal-templom

A városban egyéb nevezetes látnivaló nem található, bár fennmaradt egy-két jellegzetes körzet, mint például a De Katte, ahol Eric Verpaele élt és alkotott. A másik nevezetes környék a „Kis Oroszország” (Klein Rusland) néven ismert rész, amelyet az 1920-as években Huib Hoste építész tervezett.
Zelzate városa az alábbi településekkel határos:
- Assenede
- Ertvelde (Evergem)
- Gent
- Sint-Kruis-Winkel (Gent)
- Wachtebeke

## A város lakosságának alakulása
- Forrás:NIS, 1806 - 1970 között: népszámlálási adatok; 1980-tól = január 1-jei adatok (becslés)

## Híres zelzateiek
- Eduard Van De Walle (Eddy Wally, sanzonénekes)
- Eriek Verpaele (író)
- Armand "Mance" Seghers (A KSLV Zelzate, majd a K.A.A. Gent labdarúgóklubok kapusa, belga nemzeti válogatott)
- Rita Gorr (mezzo-szoprán)
- Nina Van Koeckhoven (úszó)
- Paula Mabilde (első világháborús ellenálló)

## Testvérvárosok
Zelzate összesen 5 másik településsel áll testvérvárosi kapcsolatban, az első ilyen kapcsolatfelvételre 1955-ben került sor.
- Svájc, Sierre
- Hollandia, Delfzijl
- Olaszország, Cesenatico
- Franciaország, Aubenas
- Németország, Schwarzenbek

## Külső hivatkozások
- A város hivatalos weboldala